# Campos Sales
Campos Sales is een gemeente in de Braziliaanse deelstaat Ceará. De gemeente telt 26.417 inwoners (schatting 2009).
De gemeente grenst aan Aiuaba, Antonina do Norte, Potengi, Salitre, Caldeirão Grande do Piauí en Pio IX.